# Leptarctia occidentalis
Leptarctia occidentalis là một loài bướm đêm thuộc phân họ Arctiinae, họ Erebidae.